# イチゴノキ属
イチゴノキ属（イチゴノキぞく、Arbutus）は少なくとも14種を含むツツジ科の属の一つである。地中海地方と西ヨーロッパ、および北アメリカに分布する。

## 特徴
イチゴノキ属の樹木は、赤く剥がれやすい樹皮を持つ低木あるいは潅木で、食用になる赤い漿果をつける。果実は受精後成熟するまでの期間が長いため、昨年の果実が熟成する頃に今年の花が現れる。

## 名前
この属の北アメリカに分布する種類は「マドロン」（Madrone）と呼ばれる。これはスペイン語でイチゴノキを意味する madroño に由来する。この呼びかたはカナダでは使われない。ヨーロッパ種は、この果実がイチゴに似ているところから、ストロベリー・ツリーとも呼ばれる。ある種はただ単に属名で呼ばれる。アメリカ合衆国においては、南オレゴンと北カリフォルニアでは、シスキュー山脈を境界として南側で "Madrone"、北側では "Madrona" と呼ばれる。ブリティッシュ・コロンビアにおいては、ただ単に属名で知られる。これらの名称はすべて単一種、すなわち北カリフォルニアと太平洋岸北西部に野生する A. menziesii を指す。
現在ではイワナシ属（Epigaea）、クマコケモモ属（Arctostaphylos）、シラタマノキ属（Gaultheria）の各属に分類されるいくつかの種は、過去にはイチゴノキ属に分類されていたことがある。この過去の分類の名残りとして、Epigaea repens は「トレイリング・アルブツス」（"trailing arbutus"）という別名を持つ。

## 種
イチゴノキ属およびその近縁属のリボソームDNAによる分子系統学的解析によれば、イチゴノキ属は側系統群であり、地中海地方のイチゴノキ属は北アメリカ北西部の同属種よりもむしろクマコケモモ属（Arctostaphylos）、ウラシマツツジ属（Arctous）、Comarostaphylis、Ornithostaphylos、それにXylococcusなどの各属に近いことが示唆されている。地中海群と北西アメリカ群の分岐は、古第三紀/新第三紀の境界で発生したと推測されている。

### 旧世界
- Arbutus andrachne L.(Greek Strawberry Tree).

南東ヨーロッパと西南アジアに分布。
- Arbutus canariensis Veillard ex Duhamel

カナリア諸島に分布。
- イチゴノキ Arbutus unedo L.

地中海地方と西フランス、西アイルランド、さらにポルトガルのアルガルヴェ地方まで広範に分布する。東アジアの果樹ヤマモモは、しばしば（欧米の文献において）「イチゴノキ」と誤訳される。
- A. unedo および A. andrachne の分布が重なる地域では、両者の自然交配種が見られる。交配種は普通果実はできず、交配種が種子から繁殖することはまずないが、この交配種 Arbutus × andrachnoides（シノニム A. × hybrida、または A. andrachne × unedo）は両親の特徴を受け継いでいる。

### 新世界
- Arbutus arizonica (Gray), Sarg.

ニューメキシコ、アリゾナ、西メキシコ南部からハリスコ州にかけて分布。
- Arbutus glandulosa Mart. & Gal.

南・中央メキシコに分布。
- Arbutus menziesii Pursh

南ブリティッシュ・コロンビアから中部カリフォルニアにかけての北アメリカ西岸部、シエラネバダ山脈の西斜面、太平洋岸山地などに分布。
- Arbutus peninsularis

メキシコのバハ・カリフォルニア半島に分布
- Arbutus tessellata

メキシコに分布
- Arbutus xalapensis Kunth

テキサス、ニューメキシコ、メキシコ北東部に分布。

### 交配種
- Arbutus 'Marina' - A. menziesii の交配種と考えられる。

## 利用
イチゴノキ属は移植に対する耐性がないため、時として栽培は困難であるが、いくつかの種は自然分布地域外でも庭園樹として広範に栽培されている。交配種のアルブツス'マリナ'は従来種よりも庭園環境によりよく適合し繁殖する。日本においてはごく最近まで馴染のない樹木であったが、近年は小型の園芸品種を中心に園芸店にも出回っている。
イチゴノキ属の樹木はバンクーバー島の海峡セイリッシュ族の人々にとって、樹皮や葉から風邪や腹痛や結核の薬を作るための重要な樹木であった。この樹は海峡セイリッシュ族のある伝説にも姿を見せる。
果実は食用になるが、味はほとんどなく、あまり広く利用されていない。ポルトガルでは、イチゴノキの果実からメドロンホ（medronho）として知られる強いブランデーが作られることがある。

## その他

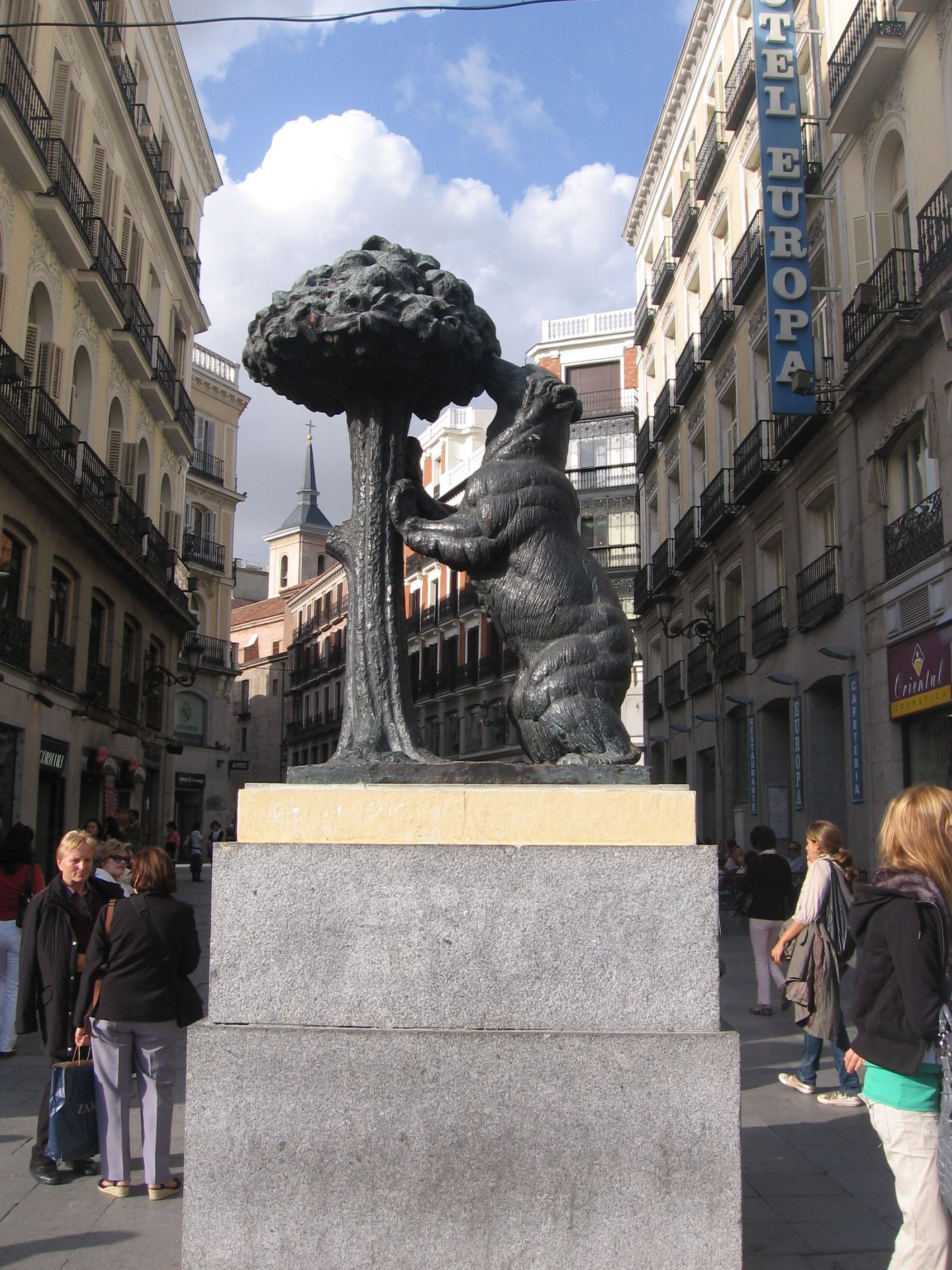
プエルタ・デル・ソルの「クマとイチゴノキ」の像

- イチゴノキはマドリード市の紋章「クマとイチゴノキ」に描かれている。マドリードの中心プエルタ・デル・ソルにはイチゴノキの果実を食べているクマの像がある。この紋章は市章、タクシー、マンホールの蓋などの市の公共設備に描かれている。
- イチゴノキ属の葉は、ヒメクジャクヤママユ（Pavonia pavonia）など一部のヤママユガ科幼虫の食草の一つとなっている[6]。
- 海峡セイリッシュ族の伝説によれば、ピッチから生まれた人の姿をしたものが釣りに行ったが、とても暑くなる前に岸に戻っていた。ある日彼は岸に戻るのが遅れ、熱で溶けてしまった。いくつかの人の姿をした樹木がそれを得ようと押し寄せてきた。最初にやってきたのはベイマツだった。彼はたっぷりとピッチを取った。グランディスモミ（Abies grandis）はわずかな部分だけだった。そしてマドロンは何も取れなかった。これがマドロンが樹脂を含んでいないことの理由であるという。また、アメリカ太平洋岸北西部のいくつかの部族に伝わる大洪水伝説によれば、山の上に根を張ったマドロンに助けられて人々は生き延びた。これが、セイリッシュ族の人々が彼らを救ってくれたことに感謝してマドロンを燃やさない理由である[3]。